# Ludwig Zimmerer
Ludwig Zimmerer (ur. 1924 w Augsburgu, zm. 18 września 1987 w Krakowie) – niemiecki dziennikarz, korespondent zachodnioniemieckich mediów w Polsce, a także kolekcjoner sztuki ludowej.

## Życiorys
W 1956 został pierwszym po II wojnie światowej korespondentem z Niemiec Zachodnich akredytowanym w Polsce. W tym samym roku przyjechał do Polski, gdzie zamieszkał na stałe. Przez ponad 20 lat mieszkał w Warszawie na Saskiej Kępie. Pracował początkowo dla gazety „Die Welt”, od 1961 dla telewizji ARD i radia Norddeutscher Rundfunk. Zajmował się także tłumaczeniami z języka polskiego na język niemiecki, m.in. utworów scenicznych Sławomira Mrożka, Stanisława Grochowiaka i Bohdana Drozdowskiego.
Był kolekcjonerem dzieł sztuki ludowej i nieprofesjonalnej, m.in. obrazów Bazylego Albiczuka. Stworzył największy tego rodzaju zbiór prywatny w Polsce (około 5 tys. przedmiotów), zawierający m.in. obrazy, rzeźby, tkaniny. Jego pasji w 1978 Andrzej Wajda poświęcił film dokumentalny Zaproszenie do wnętrza. W swoim testamencie Ludwig Zimmerer wyraził wolę oddania kolekcji właściwej instytucji muzealnej. W 2009 jej część została przekazana do Państwowego Muzeum Etnograficznego w Warszawie.
W 2013 prezydent Bronisław Komorowski, za wybitne zasługi we wspieraniu przemian demokratycznych w Polsce, za dawanie świadectwa prawdzie o sytuacji w Polsce w czasie stanu wojennego, za osiągnięcia w działalności dziennikarskiej i na rzecz zbliżenia polsko-niemieckiego, pośmiertnie odznaczył go Krzyżem Komandorskim Orderu Odrodzenia Polski.
Był mężem Joanny Olczak-Ronikier i ojcem Katarzyny Zimmerer.